# Bill Reichart
Frank William „Bill“ Reichart (* 3. Juli 1935 in Winnipeg, Manitoba; † 13. November 2021 in Southern Pines, North Carolina) war ein US-amerikanisch-kanadischer Eishockeyspieler.

## Karriere
Bill Reichart wurde im kanadischen Winnipeg geboren und wurde 1963 US-amerikanischer Staatsbürger. Zu Beginn seiner Karriere spielte er zwischen 1949 und 1953 für die Winnipeg Black Hawks und die Winnipeg Barons. Danach folgten vier Jahre an der University of North Dakota. Es folgten mit den Minneapolis Millers und den St. Paul Saints zwei Vereine in der International Hockey League. Am Ende seiner Karriere war Reichart dann bei den Rochester Mustangs in der damals semiprofessionellen United States Hockey League aktiv.
Mit der US-amerikanischen Nationalmannschaft nahm Reichart als Mannschaftskapitän an den Olympischen Winterspielen 1964 in Innsbruck teil. Das Team belegte den fünften Rang.
Beruflich war Reichart 30 Jahre bei IBM in Rochester tätig. Er war seit 1982 mit seiner Frau Betty verheiratet und hatte drei Kinder.
Zudem war Reichart ein guter Golfspieler und Gründungsmitglied des Forest Creek Golf Club. 1994 qualifizierte er sich im Alter von 59 Jahren für die U.S. Senior Open in Pinehurst.